# Ann-Katrin Berger
Ann-Katrin Berger (Göppingen, Baden-Wurtemberg, Alemania; 9 de octubre de 1990) es una futbolista alemana. Juega de guardameta y su equipo actual es el Gotham FC de la National Women's Soccer League. Es internacional absoluta por la selección de Alemania desde 2020.

## Trayectoria
Berger comenzó su carrera en el VfL Sindelfingen, y en 2011 fichó por el 1. FFC Turbine Potsdam de la Bundesliga Femenina. Debutó en su nuevo club el 21 de agosto de 2011 en la derrota por 4-0 ante el Hamburgo SV. Fue la portera titular del Turbine Potsdam en la Liga de Campeones Femenina de la UEFA 2011-12.
La alemana fichó en el Paris Saint-Germain F. C. en junio de 2014. Jugó 22 encuentros en sus dos temporadas en el club, hasta junio de 2016 cuando firmó en el Birmingham City W. F. C..
En noviembre de 2017, Berger fue diagnosticada con cáncer tiroideo. Ella se recuperó de su enfermedad, y regresó a jugar luego de su problema de salud el 4 de febrero de 2018 en la Women's FA Cup 2017-18 contra el Reading.
El 4 de enero de 2019, se unió al Chelsea F. C. W.. En su temporada 2020-21 registró 12 vallas invictas, y fue premiada con el guante de oro de la WSL.

## Selección nacional
Fue citada por primera vez a la selección de Alemania en noviembre de 2018. Debutó por Alemania el 1 de diciembre de 2020 ante Irlanda.

## Otras actividades
Berger es embajadora y co-fundadora de Academia de fútbol Judan Ali, con base en Londres y fundada en 2019.

## Clubes
| Club                      | País       | Año           |
| ------------------------- | ---------- | ------------- |
| VfL Sindelfingen          | Alemania   | 2009-2011     |
| 1. FFC Turbine Potsdam    | Alemania   | 2011-2014     |
| Paris Saint-Germain F. C. | Francia    | 2014-2016     |
| Birmingham City W. F. C.  | Inglaterra | 2016-2018     |
| Chelsea F. C. W.          | Inglaterra | 2019-presente |

## Vida personal
Desde 2018 mantiene una relación con la futbolista inglesa Jess Carter.